# Скара
Скара (швед. Skara) град је у Шведској, у југозападном делу државе. Град је у оквиру Вестра Јеталанд округа и једно од значајнијих средишта округа. Скара је истовремено и седиште истоимене општине.

## Природни услови
Град Скара се налази у југозападном делу Шведске и Скандинавског полуострва. Од главног града државе, Стокхолма, град је удаљен 350 км западно. Од првог већег града, Гетеборга, град се налази 130 км североисточно.
Скара се развила на раскршћу путева између Балтика и Северног мора. Градско подручје је равничарско до валовито, са надморском висином од 110-130 м.

## Историја
Подручје Скаре било је насељено још у време праисторије. Данашње насеље је добило градска права још 998. године, као једно о првих у Шведској. Вековима је насеље било верско средиште са познатом саборном црквом, уз коју се 1641. године развила „Катедрална школа“, једна од првих виших школа у држави.
У другој половини 19. века кроз град пролази важна железница, а почиње се развијати и индустрија, што је донело благостање месном становништву. Ово благостање траје и дан-данас.

## Становништво
Скара је данас град средње величине за шведске услове. Град има око 11.000 становника (податак из 2010. г.), а градско подручје, тј. истоимена општина има око 18.000 становника (податак из 2012. г.). Последњих деценија број становника у граду стагнира.
До средине 20. века Скару су насељавали искључиво етнички Швеђани. Међутим, са јачањем усељавања у Шведску, становништво града је постало шароликије, али мање него у случају већих градова у држави.

## Привреда
Данас је Скара савремени град са развијеном индустријом (посебно производња сира). Последње две деценије посебно се развијају трговина, услуге и туризам.

## Збирка слика
- Градска кућа Скаре
- „Катедрална школа“, једна од школа са најдужом традицијом
- Саборна црква у Скари
- Градско читалиште